# Aminata Diallo Glez
Pour les articles homonymes, voir Aminata Diallo et Diallo.
Aminata Diallo Glez est une cinéaste, actrice et productrice burkinabè, née en 1972 à Dori au Burkina Faso.

## Biographie
Née en 1972 à Dori au Burkina Faso, Aminata Diallo-Glez commence comme comédienne en 1990, dans une troupe de théâtre. Elle est aussi marionnettiste et maquilleuse.

### Formation
Aminata Dialllo dite Kadi Jolie a été formée en dramaturgie au Théâtre de la Fraternité par le célèbre dramaturge et universitaire Jean-Pierre Guingané qui est également le promoteur du Festival international du théâtre et de la marionnette de Ouagadougou (FITMO). Dans cette troupe-école qui a vu passer de célèbres acteurs et comédiens comme Etienne Minoungou, Alimata Koné/Salouka, Hippolyte Ouangrawa dit M'Ba Bouanga, elle apprend les rudiments du théâtre,. Elle est retenue pour différents rôles au cinéma et à la télévision à la fin des années 1990 et dans les années 2000.
En 1996, elle co-créé “Les bon contes font les bons amis, une compagnie spécialisée dans la création de spectacles de contes à Ouagadougou. Au cinéma, elle apparait dans deux films majeurs, "Puk Nini" de Fanta Regina Nacro et “Le pardon” d'Antoine Yougbaré. Cependant, c'est à la télévision qu'elle accède à la notoriété, notamment grâce au sitcom "A nous la vie !" réalisé par Dani Kouyaté. Et surtout à travers "Kadi Jolie" d'Idrissa Ouedraogo où elle est actrice. Désireuse de concrétiser ses ambitions, elle fonde en janvier 1999 la société de production  "Jovial' Productions" qu'elle dirige et qui co-produit "Kadi Jolie". Puis Jovial'Productions obtient la réalisation de documentaires pour TV5, et pour plusieurs projets internationaux,,. Elle est mariée au caricaturiste Damien Glez.
Après plus d'une décennie d'absence, Aminata Diallo revient avec une troisième saison intitulée "Bienvenue à Kikidéni" ,.

## Filmographie

### Réalisation
- 2008: Super Flics
- 2009: Trois femmes, un village (série)
- 2024: Bienvenue à Kikidéni (série)

### Actrice
- 1996: Puk Nini de Fanta Régina Nacro (court métrage) - Ada
- 2001: Conseils d'une tante d'Idrissa Ouedraogo (court métrage) - Kadi Jolie
- 2001: Kadi Jolie d'Idrissa Ouedraogo (série TV) - Kadi Jolie
- 2005: Trois hommes, un village
- 2009: Trois femmes, un village (série) - Marie
- 2024: Bienvenue à Kikidéni (série) - Marie